# تشارلز فريدريك كيتليى
الجنرال (تشارلز فريدريك كيتليى) (بالإنجليزية: Charles Frederic Keightley) المعروف والملقب أيضاً ب(كتلى) ولد في 24 يونيو 1901 م وتوفي في 17 يونيو 1974 م

## شهرته
كان قائد العدوان الثلاثي على مصر وكان المشرف على عملية الفارس، التي كان هدفها هو إعادة السيطرة على قناة السويس بغرض إعطائها كهدف إضافي لإسرائيل حتى يؤَمن مضيق تيران .

## فشلعملية الفارس
هددت الولايات المتحدة بتخفيض قيمة العملة البريطانية (الجنيه الإسترليني) ، مما استدعى رئيس الوزراء البريطاني آنذاك السير أنتوني إيدن أن يصدر أمراً بوقف إطلاق النار وذلك من غير علم الجانبين الإسرائيلي والفرنسي مما دعا فرنسا للشك في مدى مصداقية الحلفاء ، ثم أصدر الرئيس الفرنسي رينيه كوتي قراراً بإنشاء مركز التجارب العسكرية في الصحراء الغربية ، ثم استخدمه تشارل ديغول ليردع تهديد الاتحاد السوفيتي وبعد ذلك فقدت فرنسا مكانتها في الناتو مما شتت حلفاء الناتو تماماً طوال هذه السنوات .

## أعقاب فشلالعدوان الثلاثي
تقاعد كتلى عن العمل عام 1957 م وعُين محافظاً ومشرفاً على جمهورية جبل طارق حتى 1962 م.

## روابط خارجية
- تشارلز فريدريك كيتليى على موقع مونزينجر (الألمانية)